# Adaptación (álbum)
Adaptación es el octavo y último álbum de estudio del grupo chileno La Ley, lanzado el 8 de abril de 2016. Fue el primer y único álbum que realizaba la banda tras una separación que duró nueve años y que se inició en el año 2005; por otro lado, casi cuatro meses después de su publicación, el líder y vocalista de la La Ley Beto Cuevas anunció su separación definitiva del guitarrista Pedro Frugone y el baterista Mauricio Clavería.

## Créditos
- Beto Cuevas - Voz
- Pedro Frugone - Guitarra
- Mauricio Clavería - Batería
- Archie Frugone - Bajo

## Promoción
La placa fue producida por Jean-Yves Jeeve Ducornet (coautor de la canción Quiero creer de Beto Cuevas y del sencillo promocional Ya no estás), Guillermo Porro y la misma banda.  
La placa oficial tiene un total de 12 canciones. Sin embargo,  también hay una versión de lujo con tres bonus tracks (War of love, Prisionero sin palabras y Sigo viendo). Dentro de las doce canciones oficiales, se encuentran dos canciones en habla inglesa (Child y Soul chauffeur). Originalmente eran tres, pero por decisión del sello discográfico una de ellas fue finalmente adaptada al idioma español (Guerras de amor).  
El 18 de enero de 2016, se estrenó en las radioemisoras latinoamericanas el primer sencillo del disco, Ya no estás. A las pocas semanas, le siguió su videoclip, cuyo escenario fue un reconocido hotel-casino de San Francisco de Mostazal (Chile). La dirección del video estuvo a cargo de Carlos Huerta y en el registro destaca La Ley realizando una breve coreografía de baile. La canción alcanzó durante la última semana de febrero y la primera semana de marzo, el puesto #1 en el ranking radial nacional. Durante el mes de enero y hasta inicios de marzo, la banda también promocionó el disco a lo largo de Chile con una serie de conciertos, dando inicio a lo que sería el Adaptación Tour. Dicha gira los llevará en los meses próximos por México, Argentina, EE. UU. y otros destinos del continente. En su estadía en Chile, interpretaron en vivo, además del sencillo promocional, cuatro canciones inéditas: Soul chauffeur, Child, Reino de la Verdad y El borde.  
El 2 de abril, a seis días del lanzamiento oficial del disco, La Ley liberó cuatro canciones del álbum a través de la plataforma iTunes, las cuales podían ser reproducidas vía streaming y/o ser compradas en formato digital. Dichas canciones fueron Ya no estás, El borde, Amar para deshacer y Tú no. Tras la publicación y a sólo un par de semanas de la separación definitiva de La Ley, se publicó un segundo sencillo, Reino de la Verdad.
Como dato, La Ley manifestó por prensa que para Adaptación, se crearon alrededor de 35 canciones, de las cuales solo se escogieron 14. Beto Cuevas, vocalista del grupo, destacaría luego que las canciones descartadas podían figurar en un segundo disco, cuya aparición se daba en un plazo de dos años. Sin embargo, este plan se vio truncado por la nueva separación de la banda.

## Lista de canciones
Esta es la lista de temas oficial de Adaptación, dado a conocer a través de la plataforma iTunes. 

Todas las canciones escritas y compuestas por La Ley, excepto las que se indiquen. 
| N.º   | Título                                                    | Duración |  |
| 1.    | «Reino de la verdad»                                      | 3:23     |  |
| 2.    | «Ya no estás» (La Ley, Jeeve Ducornet)                    | 3:58     |  |
| 3.    | «Guerras de amor» (La Ley, Jeeve Ducornet, Victoria Horn) | 3:37     |  |
| 4.    | «Rompe el muro» (La Ley, Jeeve Ducornet, Diego Cuevas)    | 4:07     |  |
| 5.    | «Child» (La Ley, Guillermo Porro)                         | 3:55     |  |
| 6.    | «El borde»                                                | 4:27     |  |
| 7.    | «Horas»                                                   | 3:56     |  |
| 8.    | «Amar para deshacer»                                      | 3:50     |  |
| 9.    | «Soul Chauffeur» (La Ley, Jeeve Ducornet, Diego Cuevas)   | 4:21     |  |
| 10.   | «Tú no»                                                   | 3:41     |  |
| 11.   | «Adaptación»                                              | 4:08     |  |
| 12.   | «Dime adiós»                                              | 6:10     |  |
| 50:38 |                                                           |          |  |

| Adaptación - Edición deluxe |                                                        |          |  |
| N.º                         | Título                                                 | Duración |  |
| 13.                         | «Prisionero sin palabras» (Beto Cuevas, Claudia Brant) |          |  |
| 14.                         | «Sigo viendo»                                          |          |  |
| 15.                         | «War of love» (Beto Cuevas, Victoria Horn)             |          |  |